# Defqon.1
Defqon 1 – festiwal organizowany przez agencję Q-Dance od 2003 roku, na którym grana jest głównie muzyka z grupy hard dance m.in. hardstyle. Do 2010 roku festiwal odbywał się w Almere w Holandii, jednak ze względu na brak zezwoleń na organizację następnego eventu, został przeniesiony do Biddinghuizen. Festiwal trwa 4 dni (od czwartku do niedzieli). Kończy się pokazem fajerwerków i laserów. Różne style muzyczne grane na Defqon.1 dzieli się na kolory, np. czarny to hardcore, a czerwony – scena główna, na której dominuje hardstyle. W latach 2009-2016 roku odbywał się także Defqon.1 Australia, który pierwszy raz miał miejsce 17 września w Sydney. Motyw przewodni jest bardzo podobny do europejskiej edycji. Z powodu braku zgody ze strony władz, ostatnia edycja festiwalu odbyła się w 2016 roku. W 2015 roku odbyła się również pierwsza edycja w Chile. Niestety dla fanów Hardstyle’u i Hardcore’u z ameryki łacińskiej rok 2016 był ostatnim Defqonem w Chile.

## Edycje
| Temat                                   | Rok  | Wykonawca hymnu                            | Liczba artystów | Data                   |
| --------------------------------------- | ---- | ------------------------------------------ | --------------- | ---------------------- |
| Where Legends Rise                      | 2025 | Vertille                                   | 370+            | 26-29 czerwca          |
| Power Of The Tribe                      | 2024 | Sound Rush                                 | 350+            | 27–30 czerwca          |
| Path Of The Warrior                     | 2023 | Sub Zero Project                           | 250+            | 22–25 czerwca          |
| Primal Energy                           | 2022 | D-Block & S-te-fan                         |                 | 23–26 czerwca          |
| Defqon.1 @ Home                         | 2021 |                                            |                 | 25–27 czerwca (Online) |
| Defqon.1 @ Home                         | 2020 | D-Block & S-te-fan                         |                 | 26–28 czerwca (Online) |
| One Tribe                               | 2019 | Phuture Noize, KELTEK & Sefa               |                 | 28–30 czerwca          |
| Maximum Force                           | 2018 | Project One                                |                 | 22–24 czerwca          |
| Victory Forever                         | 2017 | Frequencerz                                |                 | 23–25 czerwca          |
| Dragonblood (Chile)                     | 2016 | Frontliner                                 |                 | 10 grudnia             |
| Dragonblood (Australia)                 | 2016 | Audiofreq, Code Black & Toneshifterz       |                 | 17–18 września         |
| Dragonblood                             | 2016 | Bass Modulators                            |                 | 25–27 czerwca          |
| Unleash The Beast (Chile)               | 2015 | Wildstylez                                 |                 | 12–13 grudnia          |
| No Guts, No Glory (Australia)           | 2015 | Frontliner ft. 360                         |                 | 18–19 września         |
| No Guts, No Glory                       | 2015 | Ran-D ft. Skits Vicious                    |                 | 19–21 czerwca          |
| Unleash The Beast (Australia)           | 2014 | Code Black                                 |                 | 20 września            |
| Survival Of The Fittest                 | 2014 | Coone                                      |                 | 27–29 czerwca          |
| Scrap The System (Australia)            | 2013 | Brennan Heart                              |                 | 14 września            |
| Weekend Warriors                        | 2013 | Frontliner                                 | 120             | 28–30 czerwca          |
| True Rebel Freedom (Australia)          | 2012 | Wildstylez                                 |                 | 15 września            |
| World of Madness                        | 2012 | Headhunterz, Noisecontrollers & Wildstylez | 200             | 21–24 czerwca          |
| Psychedelic Wasteland (Australia)       | 2011 | Toneshifterz                               | 67              | 17 września            |
| Unite                                   | 2011 | Noisecontrollers                           | 131             | 25 czerwca             |
| Save Your Scrap For Victory (Australia) | 2010 | Headhunterz                                | 50              | 18 września            |
| No Time To Waste                        | 2010 | Wildstylez                                 | 122             | 12 czerwca             |
| Maximum Force (Australia)               | 2009 | Zany                                       | 60              | 19 września            |
| Scrap Attack                            | 2009 | Headhunterz                                | 104             | 13 czerwca             |
| Biological Insanity                     | 2008 | Luna & Deepack                             | 119             | 14 czerwca             |
| Get Wasted                              | 2007 | Brennan Heart & JDX                        | 124             | 16 czerwca             |
| Colours of the Harder Styles            | 2006 | Showtek                                    | 103             | 17 czerwca             |
| Emergency Call                          | 2005 | The Prophet                                | 85              | 18 czerwca             |
| Demolition                              | 2004 | Tuneboy                                    | 79              | 19 czerwca             |
| 30 Minutes                              | 2003 | DHHD                                       | 48              | 14 czerwca             |